# 展瓣紫晶报春
展瓣紫晶报春（学名：Primula dickieana）为报春花科报春花属下的一个种。

## 扩展阅读
- 維基物種上的相關：展瓣紫晶报春